# الجميع بخير (فلم)
الجميع بخير (بالإنجليزية: Everybody's Fine) فيلم مغامرة كوميدي درامي أمريكي صدر في 2009 من إخراج كيرك جونز وبطولة روبرت دي نيرو، الذي يقوم بدور الأرمل الذي أدرك أن الطريقة الوحيدة التي ستجمع شمله بعائلته هي أن يذهب برحلة للقائهم كل في مدينته، تشارك في الفيلم الممثلة البريطانية كيت بيكينسيل والتي تمثل دور أحد أبناء روبرت دي نيرو، والممثلة الأمريكية درو باريمور والتي تمثل أحد أبناءه أيضا.و الفيلم مقتبس من فيلم إيطالي انتج سنة 1990 للمخرج جيوزبي تورنتوري.

## القصة
فرانك غودي (روبرت دي نيرو) رجل في الستينات من عمره أرمل وله أربع أبناء يعيش كل منهم حياته الخاصة بعيدا عنه، في أحد الأيام أستعد فرانك للقاء أبناءه بعد أن واعدهم للقدوم إليه لتناول العشاء، ولكن لم يأت أحد منهم وأعتذروا لأسباب خاصة، فقرر أن يذهب برحلة للقائهم جميعا فأستشار طبيبه الخاص فنهاه عن ذلك لأنه مريض، ولكنه أصر على الذهاب. فسافر إلى نيويورك للقاء ابنه الأكبر ديفيد وهو رسام، ولكنه لم يكن موجودا فترك له ظرفا تحت بابه، ورحل إلى شيكاغو للقاء ابنته إيمي (كيت بيكينسيل) التي تعيش مع زوجها وإبنها جاك، وبينما كان الأب يتنقل من مدينة إلى أخرى كان الأبناء يجرون اتصالات لتفقد حال أخيهم ديفيد الذي يتورط بقضية تجارة المخدرات في المكسيك ويقررون إخباء الخبر عن والدهم، يصل فرانك إلى دنفر لمقابلة ابنه روبرت (سام روكويل) الذي يعلمه بأنه لم يكن مستعدا لمقابلتة وبأنه سيسافر إلى أوروبا مع الفرقة الموسيقية التي يعمل معها، فيودع فرانك أبنه روبرت ويسافر إلى لاس فيغاس ليزور أبنته روزي (درو باريمور)، ويكتشف فرانك في هذه الرحلة بأن أبناءه يخبؤن عنه أسرار كثيرة عن حياتهم الخاصة وعن ابنه ديفيد.

## روابط إضافية
- Official website
- مقالات تستعمل روابط فنية بلا صلة مع ويكي بيانات
- Everybody's Fine على موقع أول موفي.